# Friedrich Eberhard von Rochow
Friedrich Eberhard von Rochow (Berlin, 1734. október 11. – Reckahn kastély,  Mark Brandenburg, 1805. május 16.) porosz földbirtokos, filantróp és pedagógus.

## Élete
Családja Svájcból származott, első írásos említésük 927-ből származik. A 11. században költöztek a mai Szász-Anhaltba, Rochau területére. Apja a porosz államminiszter Friedrich Wilhelm III. von Rochow (1690–1764), anyja Friedericke Eberhardine, született von Görne (1700–1760) volt.
Tanulmányait otthon kezdte, majd két éven át Brandenburgban a lovagi akadémián tanult tovább. Ezután a királyi lovassághoz csatlakozott hadnagyi rangban, s részt vett a hétéves háború első hadjárataiban. 1756-ban a a lobositzi csatában bal kezén súlyosan megsebesült, ezután egy párbajban jobb keze is megsérült, így katonai pályája feladására kényszerült. 1759-ben feleségül vette Christiane Louise von Bosét (1734–1808). 1760-tól a mezőgazdaságnak és a tudományos munkának szentelte birtokain magát. 1762-től mint halberstadti kanonok karitatív tevékenységet is végzett. Ugyanebben az évben a Szent János-rend lovagja lett. Földbirtokosként reformokkal kívánta jövedelmezőbbé tenni a mezőgazdasági termelést. Ennek során be kellett látnia, hogy a gazdák és a birtokon dolgozó parasztság képzettsége nem elégséges a reformok bevezetéséhez és azok eredményessé tételéhez. Ebből az következett számára, hogy a vidéki lakosság szociális és gazdasági helyzete az iskoláztatással javítható. 1773-ban birtokán iskolát alapított, amely 1774-ben saját iskolaépületet kapott, s hamarosan mintaként szolgált a hasonló intézmények számára. 1775-ben Brandenburg an der Havel-i, 1799-ben krahnei birtokán is iskolát alapított. Tevékenységében támasza Heinrich Julius Bruns volt, aki 1765 és 1771 közt mint írnok és mint zenész szolgálta, s akinek 1773-ban átadta a átadta a megüresedett kántori és tanítói posztot. A gyümölcsöző együttműködés 1794-ben Bruns halálával ért véget. Az évek során rengeteg pedagógus járt Reckahnban, nagyban inspirálta őket az ott folyó tanítói munka.
Versuch eines Schulbuches für Kinder der Landleute (1772) című munkájában Rochow újabb, jobb tanítási módszert ajánlott a vidéki gyermekek oktatására. A felvilágosodás jegyében írta meg később számtalanszor utánnyomott és utánzott ismeretterjesztő művét, a Der Kinderfreund-ot (első rész: 1776, második rész: 1779), amely iskolájában tankönyvül szolgált. Kora több jelentős személyiségével is kapcsolatban állt, többek közt Johann Bernhard Basedow-val, Christian Gotthilf Salzmann-nal, Christian Fürchtegott Gellerttel, Anton Friedrich Büschinggel és Johann Wilhelm Ludwig Gleimmel. Tagja volt az 1785 és 1810 közt létezett Halberstadti Irodalmi Társaságnak is. 1791-ben társalapítója volt a Märkische Ökonomische Gesellschaft zu Potsdamnak-nak, amelynek első igazgatója lett. Az egyesület alapszabályának megfelelően a mezőgazdasági és kereskedelmi termelés fejlesztésével kapcsolatos minden, a korban felmerülő kérdéssel foglalkozott. Friedrich Eberhard von Rochow 1805-ben halt meg, ő volt az első, akit az általa kialakított új temetőben temettek el. Sírja, családja többi tagjának nyughelyével együtt mindmáig látható. 
A rochowi vidéki iskolareformot Bernhard Christoph Ludwig Natorp (1774–1846), Wilhelm von Türk és Friedrich Wilhelm Gotthilf Frosch fejlesztették tovább. A felújított Neu Reckahn kastély ad otthont 2001 óta a Rochow Múzeumnak. Az egykori reckahni falusi iskolában iskolamúzeum is működik.

## Válogatott munkái
- Schreiben eines Landwirts an die Bauern wegen Aufhebung der Gemeinheiten. Stendal 1769.
- Versuch eines Schulbuches, für Kinder der Landleute, oder zum Gebrauch in Dorfschulen Nicolai, Berlin 1772. (digitalizált változat)
- Der Bauernfreund Brandenburg 1773.
- Stoff zum Denken über wichtige Angelegenheiten des Menschen. Braunschweig 1775.
- Der Kinderfreund. Ein Lesebuch zum Gebrauch in Landschulen. Gebrüder Halle, Brandenburg und Leipzig 1776. 1779:
- Vom Nationalcharakter durch Volksschulen. 1779.
- Der Kinderfreund. Zweyter Theil. Frankfurt 1779.
- Versuch eines Entwurfes zu einem deutschen Gesetzbuch nach christlichen Grundsätzen zum Behufe einer besseren Rechtspflege. Berlin 1780.
- Hand-Buch in katechetischer Form für Lehrer die aufklären wollen und dürfen. Waisenhaus, Halle 1783.
- Catechismus der gesunden Vernunft. Oder Versuch, in faßlichen Erklärungen wichtiger Wörter, nach ihren gemeinnützigsten Bedeutungen, und mit einigen Beyspielen begleitet. Nicolai, Berlin 1786.
- Versuch über Armen-Anstalten und Abschaffung aller Betteley. Berlin 1789.
- Honoré-Gabriel de Riquetti Mirabeau, Friedrich Eberhard von Rochow (Übersetzer) Herrn Mirabeau des ältern Discurs über die Nationalerziehung. Nach seinem Tode gedruckt und übersetzt, auch mit einigen Noten und einem Vorbericht begleitet. Nicolai, Berlin und Stettin 1792.
- Berichtigungen. Erster Versuch. Schulbuchhandlung, Braunschweig 1792.
- Berichtigungen. Zweiter Versuch. Braunschweig 1794.
- Geschichte meiner Schulen. Röhß, Schleswig 1795.
- Summarium oder Menschen-Katechismus. Röhß, Schleswig 1796.
- Zusätze zu dem Summarium oder Menschen-Katechismus. Röhß, Schleswig 1796.
- Materialien zum Frühunterricht in Bürger und Industrieschulen. Berlin / Stettin 1797.
- Litterarische Correspondenz mit verstorbenen Gelehrten. Nicolai, Berlin / Stettin 1798 (digitalizált változat).
- Friedrich Eberhard von Rochows sämtliche pädagogische Schriften. 4 Bände. Reimer, Berlin 1907–1910.

## Fordítás
- Ez a szócikk részben vagy egészben  a   Friedrich Eberhard von Rochow című német Wikipédia-szócikk ezen változatának fordításán alapul.  Az eredeti cikk szerkesztőit annak laptörténete sorolja fel. Ez a jelzés csupán a megfogalmazás eredetét és a szerzői jogokat jelzi, nem szolgál a cikkben szereplő információk forrásmegjelöléseként.